# Союз Спартака
Сою́з Спарта́ка (нем. Spartakusbund) — марксистская организация в Германии начала XX века. Во время Первой мировой войны призывали к мировой пролетарской революции, которая свергнет мировой капитализм, империализм и милитаризм.

С августа 1914 года будущий Союз Спартака в Социал-демократической партии Германии составлял оппозиционную группу Интернационал, которая в 1916 году получила название группа Спартака, с 1917 года представляла левое, революционно-социалистическое крыло отделившейся от СДПГ Независимой социал-демократической партии Германии (НСДПГ). Ноябрьскую революцию 1918 года спартакисты встретили вне какой-либо партии и, выдвинув лозунг «Вся власть Советам!», добивались учреждения в Германии советской республики. 1 января 1919 года Союз Спартака вошёл в новую Коммунистическую партию Германии.

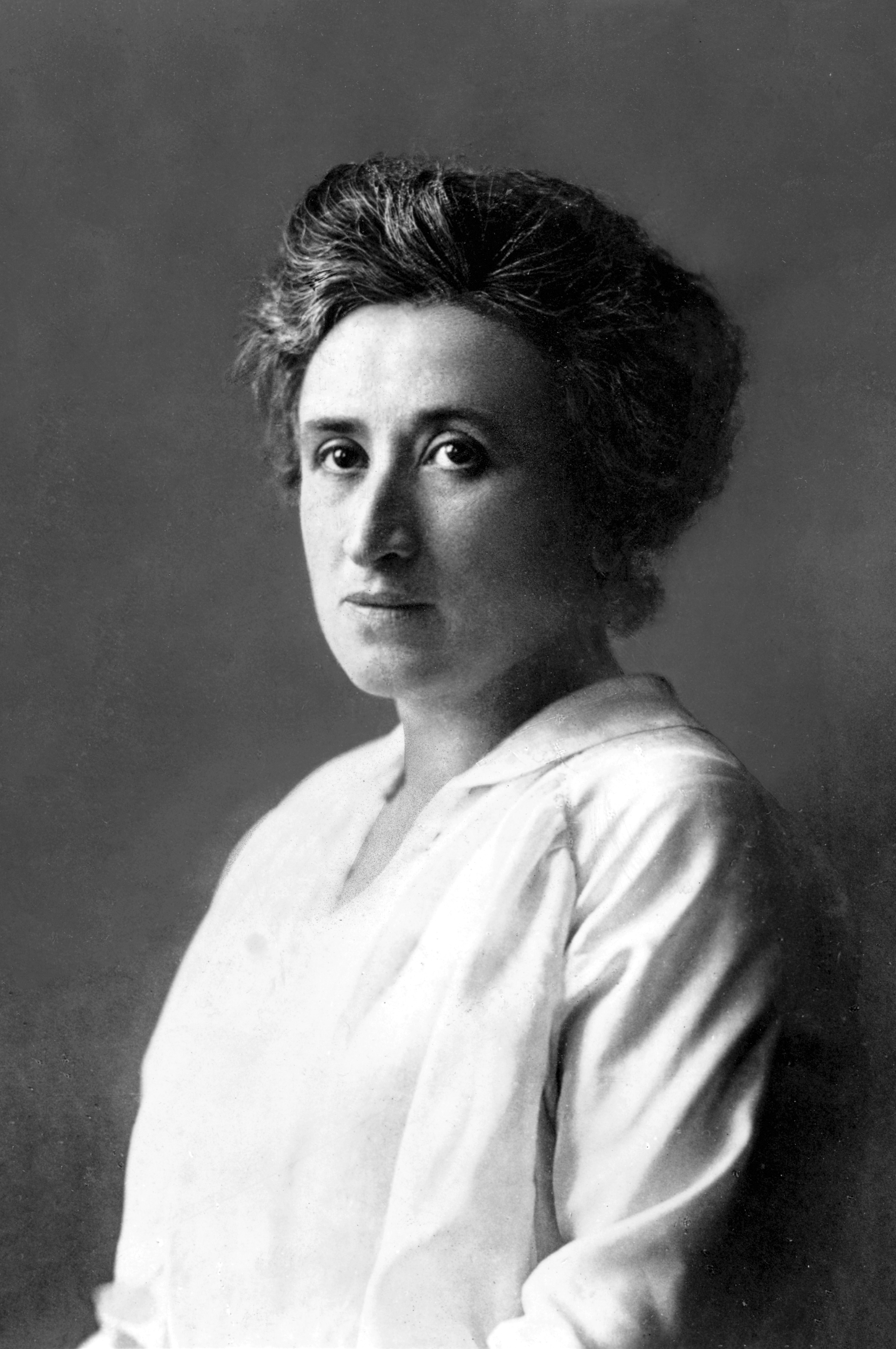
Роза Люксембург

Группа «Интернационал» была образована по инициативе Розы Люксембург вечером 4 августа 1914 года после того, как фракция СДПГ в рейхстаге проголосовала за предоставление военных кредитов. Группа выступала против поддерживаемой СДПГ политики «гражданского мира», выдвинутой кайзеровским правительством и призывала к международной солидарности рабочих против войны. Группа Интернационал отвергала войну, которая не отвечала интересам народов и пролетариата и представляла собой геноцид, осуществляемый господствующей империалистической буржуазией. 30 октября 1914 года в швейцарской газете «Бернер Тагвахт» группа публично дистанцировалась от руководства СДПГ. С тех пор за её членами следила полиция, и вскоре некоторые из них были арестованы и заключены в тюрьму. 2 декабря 1914 года Карл Либкнехт был первым и первоначально единственным членом рейхстага от СДПГ, проголосовавшим против продления военных кредитов. 

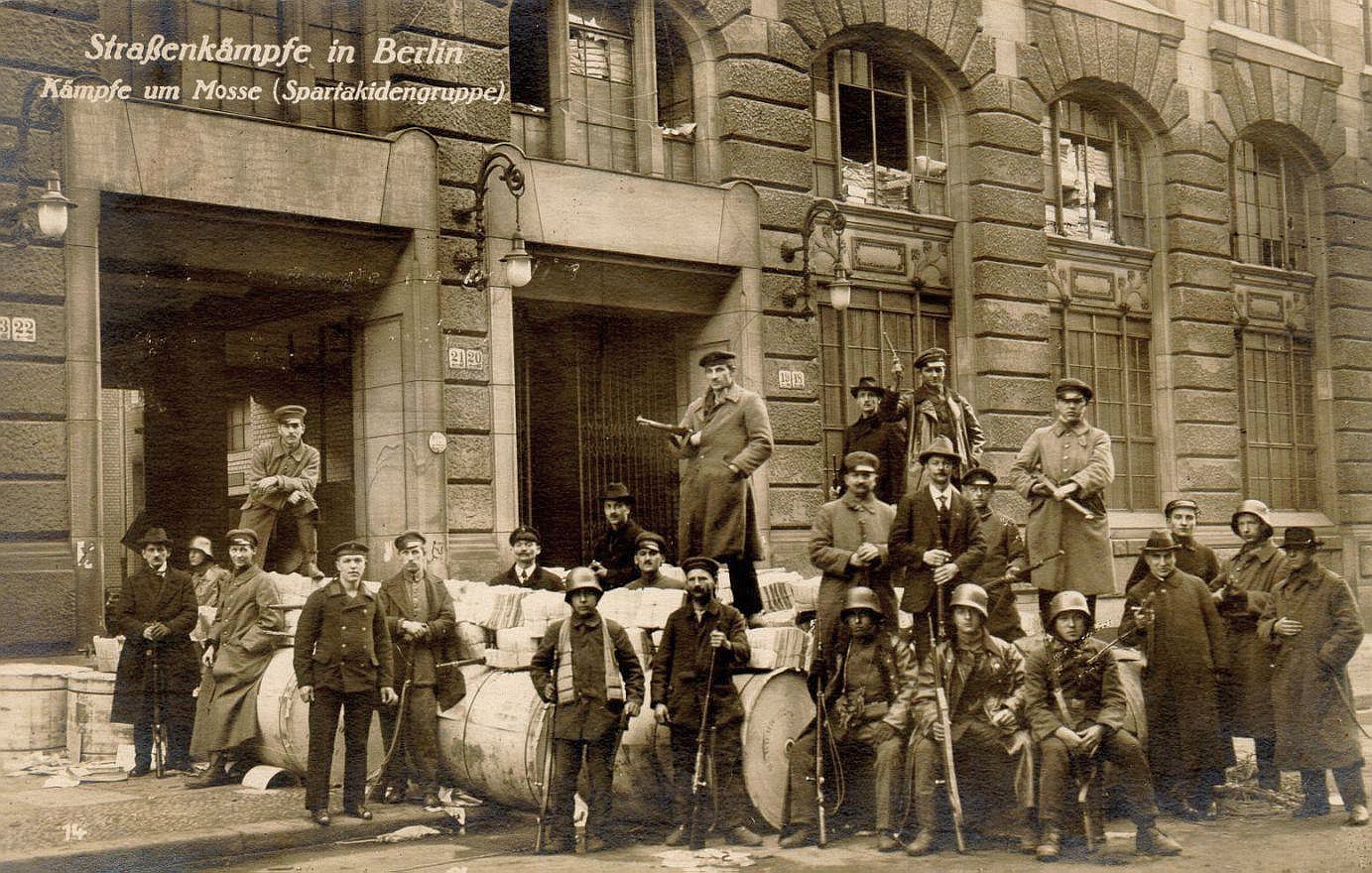
Отряд спартакистов

В 1916 году группа организовалась по всей стране. 1 января она приняла в качестве своей программы «Руководящие принципы задач международной социал-демократии», написанные Розой Люксембург, которая в это время находилась в тюрьме. 27 января было опубликовано первое из так называемых нелегальных «Письм Спартака», в котором излагались цели группы. Вот почему в просторечии группа получила название «Спартак», а она, в свою очередь, стала называть себя «Группой Спартака». В январе 1916 года группа начала издавать собственную газету «Письма Спартака» (нем. Spartakusbriefe), благодаря которым политическая группа обрела новое имя. Спартак, предводитель восстания рабов в Древнем Риме, был хорошо известным символом сопротивления угнетённых против эксплуататоров и соответствовал марксистской теории исторического материализма, в соответствии с которым историей движет классовая борьба.

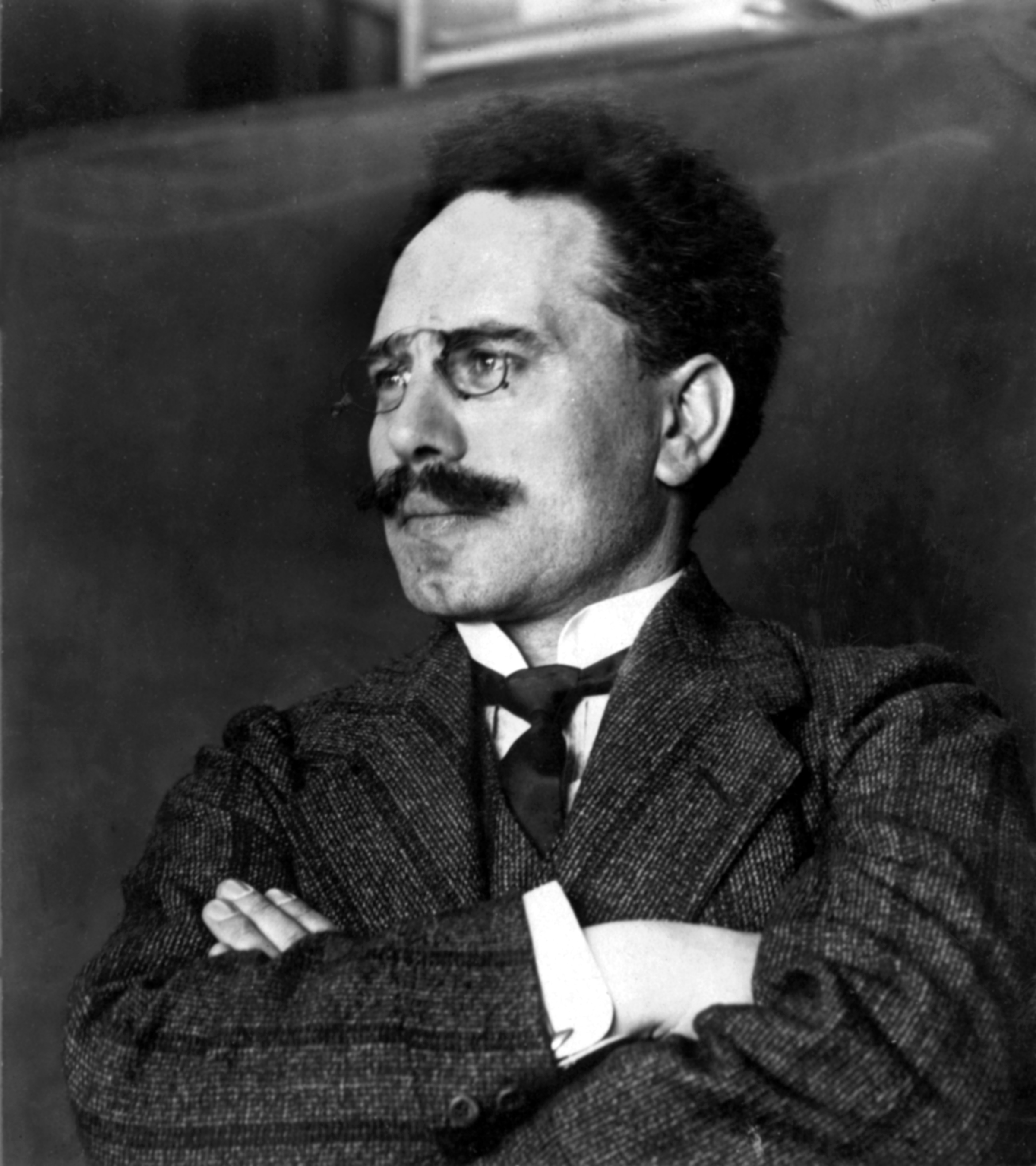
Карл Либкнехт

Группа Спартака в апреле 1917 года вошла в состав новой НСДПГ, сохранив статус самостоятельной группы. По инициативе досрочно освобождённого из тюремного заключения Карла Либкнехта 11 ноября 1918 года группа получила новое название — «Союз Спартака», который стал независимой политической организацией.
Во время Ноябрьской революции Союз Спартака призывал к разоружению войск, передаче ключевых отраслей промышленности народу и учреждению «свободной советской республики» (Карл Либкнехт провозгласил её ещё 9 ноября 1918 года). Союз Спартака вместе с другими левыми революционными организациями образовал в канун нового 1919 года Коммунистическую партию Германии, которая сохранила в качестве своего издания газету союза «Die Rote Fahne» («Красный флаг»).
В январе 1919 года спартакисты и независимые социал-демократы объявили всеобщую забастовку. Под давлением из Москвы Союз поднял вооруженное восстание, но силами армии и отрядов фрайкора, подчинявшимися временному правительству Фридриха Эберта, оно было быстро подавлено. В течение нескольких недель после восстания сотни спартаковцев были убиты.

## Известные спартакисты
- Генрих Брандлер
- Лео Йогихес
- Пауль Леви
- Карл Либкнехт
- Роза Люксембург
- Юлиан Мархлевский
- Эрнст Мейер
- Франц Меринг
- Вильгельм Пик
- Отто Рюле
- Август Тальгеймер